# Villa Ortiz Basualdo
La Villa Ortiz Basualdo è una storica residenza della città di Mar del Plata in Argentina.

## Storia
La villa venne eretta nel 1909 in stile maniero francese per volere di Ana Elía, vedova di Ortiz Basualdo, su progetto degli architetti Luis Dubois e Paul Pater; i lavori di costruzione furono invece affidati a Leandro Bianchini.
Nel 1918 l'edificio venne rimaneggiato dall'architetto G. Camús che le conferì l'aspetto attuale, di stile anglo-normanno. A dirigere i lavori fu invece l'ingegnere Alula Baldassarini.
La villa è oggi sede del Museo municipale d'arte Juan Carlos Castagnino.
La villa è stata dichiarata monumento nazionale a fine 2020.

## Descrizione
L'edificio, che presenta una pianta inclinata di 45 gradi rispetto alla maglia stradale della città, si sviluppa su cinque livelli.